# Székely Tibor (utazó)
Székely Tibor (Szepesszombat, 1912. február 14. – Szabadka, 1988. szeptember 20.) zsidó származású felfedező, eszperantista, író és világutazó. Élete során 74 országban, mind az öt kontinensen tett nagyobb utakat. Anyanyelve a magyar volt, de élete során 22 nyelvet használt, ebből élete végéig nyolc nyelvet társalgási szinten (szerb-horvát, német, angol,  francia, eszperantó, spanyol, olasz). Tagja volt az Eszperantó Nyelvi Akadémiának és tiszteletbeli tagja volt az Eszperantó Világszövetségnek (Universala Esperanto-Asocio, UEA). Számos könyvet, esszét és novellát írt eszperantó, spanyol és szerb-horvát nyelven.

## Élete
Székely apja állatorvos volt, és a család sokat költözött, először Csenére, majd 1922-ben a vajdasági Nagykikindára ahol Székely elvégezte az általános iskolát. A család továbbköltözött Nikšićre (Montenegró) ahol a gimnáziumot fejezte be. A gimnázium után Zágrábban jogot végzett az egyetemen.

Életének és útjainak helyszínei dátum alapján

Újságíróként dolgozott Zágrábban és 1939-ben Argentínába ment az ott élő jugoszláv emigránsokról tudósítani, azonban tizenöt évig maradt utazóként. 1954-ben tért vissza Jugoszláviába, Belgrádba élni, ugyanakkor továbbra is sokat utazott. 1962-ben indult első afrikai útjára. 1972-től Szabadkán élt, ahol a helyi múzeum (l. Szabadkai Városi Múzeum) igazgatója volt nyugdíjba vonulásáig. Halála után itt temették el.

## Művei
Utazásai hatására Székely számos könyvet, esszét és útibeszámolót írt, amelyek érdekes néprajzi leírásokat adnak az általa meglátogatott térségről. A legtöbb művét eszperantó nyelven írta, de ezeket később számos más nyelvre lefordították. Székely feltehetően az egyik eszperantista szerző, akinek műveit a legtöbb nyelvre lefordították.

### Útileírások
- Tempestad sobre el Aconcagua, az argentínai Aconcagua-hegységben tett utazásairól, eredetileg spanyolul írta. Buenos Aires, Ediciones Peuser, 1944, 274 oldal.
- Por tierras de Indios, a brazíliai indiánok között tett utazásairól, eredetileg spanyolul, megjelent 1946-ban.
  - Tra lando de indianoj, eszperantó fordítás, Malmö: Eldona Societo Esperanto, 1970, 186 oldal.
- Excursión a los indios del Araguaia (Brasil), a szintén brazil Karajá és Javaé indiánok között tett utazásáról, eredetileg spanyol nyelven, megjelent 1948-ban.
- Nepalo malfermas la pordon, nepáli utazásairól, eredetileg eszperantóul, La Laguna: Régulo, 1959, 212 oldal.
- Ĝambo rafiki. La karavano de amikeco tra Afriko, afrikai utazásáról, eredetileg eszperantóul, Pisa, Edistudio, 1991, 173 pages, ISBN 88-7036-041-5.
- Ridu per Esperanto, Zágráb 1973, 55 oldal.
- Premiitaj kaj aliaj noveloj, hét novella, eredetileg eszperantóul, Zágráb, Internacia Kultura Servo, 1974, 52 oldal.
- Kumeŭaŭa, la filo de la ĝangalo, gyermekeknek szánt könyv a brazil indiánok életéről, eszperantóul, első kiadása Antwerpenben jelent meg 1979-ben.
  - Kumevava, az őserdő fia, Ertl István magyar fordítása, Budapest, 1988.
- Mondo de travivaĵoj, önéletrajzi regény, Pisa, Edistudio, 1981, 284 oldal, ISBN 8870360121.
- Neĝhomo, egy hegymászó-expedíció története, Bécs, Pro Esperanto 1988, 20 oldal.
- Kolektanto de ĉielarkoj, eszperantó novellák és versek, Pisa, Edistudio, 1992, 117 oldal, ISBN 88-7036-052-0.
- Temuĝino, la filo de la stepo, ifjúsági regény, Belgrád, 1993, 68 oldal, ISBN 8690107347.

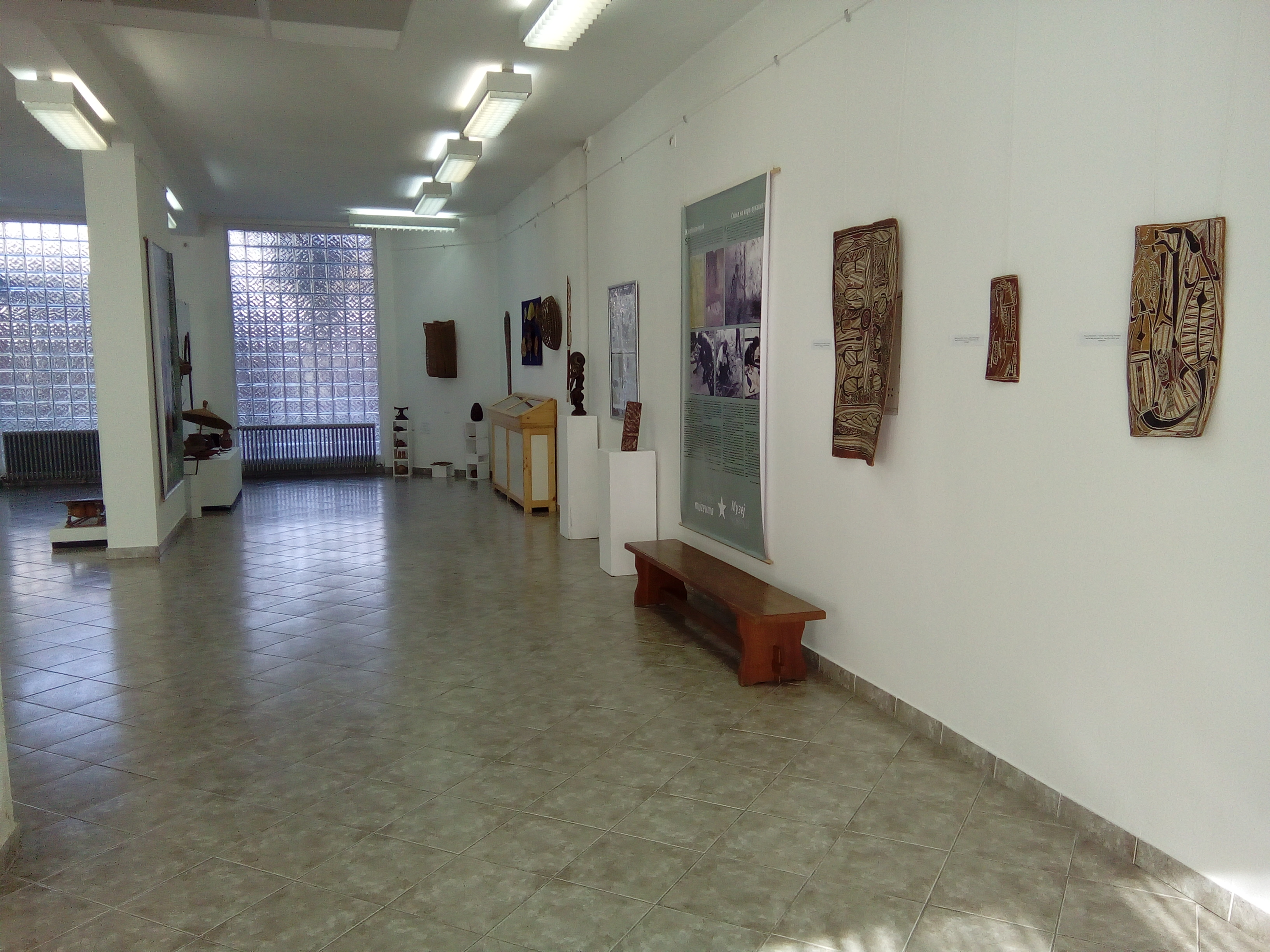
Székely Tibor gyűjteményéből készült kiállítás Zentán, 2017-ben.

### Az eszperantóról
- La importancia del idioma internacional en la educacion para un mundo mejor (A nemzetközi nyelv fontossága az oktatásban egy jobb világ érdekében), eredetileg spanyolul, Mexikó, Meksika Esperanto-Federacio, 1953, 13 oldal.
- The international language Esperanto, common language for Africa, common language for the world, Rotterdam, UEA, 1962, 11 oldal.
- Le problème linguistique au sein du mouvement des pays non alignés et la possibilité de le resoudre (Az el nem kötelezett országok mozgalmának nyelvi problémái és lehetséges megoldások), Rotterdam, UEA, 1981, 16 oldal.

### Eszperantó nyelvkönyvek
- La trovita feliĉo, ifjúsági regény, Buenos Aires, Progreso, 1945.
- Kurso de Esperanto, laŭ aŭdvida struktura metodo, 1960, 48 oldal (társszerző: Antonije Sekelj)
- Dopisni tečaj Esperanta, 1960, 63 oldal (társszerző: Antonije Sekelj)

### Néprajzi munkássága
A dél-amerikai, afrikai, ázsiai és óceániai utazásai során megszerzett néprajzi gyűjteménye a Zentai Múzeumban található. Legfontosabb néprajzi műve, amelyet az utazásai során rögzített hangfelvételek fordításával írt:
- Elpafu la sagon, el la buŝa poezio de la mondo (Feszítsd meg az íjad, íratlan költészet világszerte), Rotterdam, UEA, 1983, 187 oldal, ISBN 92-9017-025-5

## Fordítás
- Ez a szócikk részben vagy egészben a Tibor Sekelj című angol Wikipédia-szócikk ezen változatának fordításán alapul.  Az eredeti cikk szerkesztőit annak laptörténete sorolja fel. Ez a jelzés csupán a megfogalmazás eredetét és a szerzői jogokat jelzi, nem szolgál a cikkben szereplő információk forrásmegjelöléseként.